# Earth Division
Earth Division é um EP da banda escocesa Mogwai, lançado em 2011 logo após o álbum Hardcore Will Never Die, But You Will.

## Faixas
Lista de faixas:
| N.º            | Título                     | Compositor(es) | Duração |  |
| 1.             | "Get to France"            | Mogwai         | 2:26    |  |
| 2.             | "Hound of Winter"          | Mogwai         | 3:53    |  |
| 3.             | "Drunk and Crazy"          | Mogwai         | 5:28    |  |
| 4.             | "Does This Always Happen?" | Mogwai         | 4:44    |  |
| Duração total: | Duração total:             | Duração total: | 16:31   |  |